# Tombe du Logis Neuf
La tombe du Logis-Neuf était une construction mégalithique située à Nans-les-Pins, dans le département du Var en France.

## Description
L'édifice était du type tombe en blocs. Située en plein champs, enterrée à peu de profondeur, la tombe fut détruite par les labours successifs. Seule une petite dalle (0,45 m de long pour 0,15 m d'épaisseur) dressée sur chant affleurait du sol. 
Lorsqu'elle fut identifiée comme telle par M. Pons au début des années 1950, les dalles la délimitant et son contenu archéologique avait déjà été dispersé à la surface du champ. Le tamisage du sol et le glanage en surface ont toutefois permis de recueillir quelques ossements humains fragmentés, de nombreux objets en silex, des éléments de parure et une hache en roche verte. Le matériel lithique se composait ainsi d'une quinzaine de lames de largeur et de longueur peu fréquentes qui furent brisées par les labours, de cinq lamelles et d'une quinzaine d'armatures de flèches de type foliacé ou rhomboïdal. Les éléments de parure étaient constitués de cinq perles en calcite blanche en forme de tonnelet, d'une probable pendeloque brisée en cristal et d'un fragment de coquillage. Près de 500 g de tessons de céramique («non décorés et totalement atypiques») complétaient l'ensemble.